# Centreesquerra
El centreesquerra és l'espectre polític on s'ubica a les formacions polítiques d'esquerra moderada, allunyades de les denominacions d'esquerra revolucionària o del comunisme. Les ideologies típiques de centreesquerra a Occident, i especialment a Europa, són la socialdemocràcia, la tercera via i el socioliberalisme. L'ecologisme o la democràcia cristiana podrien estar inclosos en el centreesquerra depenent del país, però no ocorre sempre. En el cas dels Estats Units, a diferència d'altres països, el liberalisme sol ser posicionat al centreesquerra, degut a la preponderància del conservadorisme i l'ultra-conservadorisme en aquell país. En el cas de les coalicions electorals o parlamentàries, el centreesquerra identificaria al conjunt de formacions de centre i d'esquerra. Als Països Catalans les formacions més destacades d'aquesta ideologia són PSC-PSOE, PSPV-PSOE i PSIB-PSOE.
El terme centreesquerra va néixer a principis del segle xx per descriure les ideologies polítiques relativament properes al socialisme però amb influència capitalista, encara que a partir de l'època de la caiguda del Mur de Berlín ha estat usada més pels promotors del "capitalisme amb rostre humà" o el "capitalisme popular", i ha reemplaçat així al terme "esquerra moderada".
La majoria de les forces polítiques de centreesquerra són socialdemòcrates; molts d'aquests partits (com el Partit Laborista del Regne Unit) en els seus orígens defensaven l'anomenat "Socialisme democràtic", que era la transició pacífica i gradual a una economia socialista dins del sistema democràtic dels països occidentals capitalistes (en oposició al canvi violent i revolucionari acompanyat de dictadura que suposava el comunisme).
No obstant això, amb el pas del temps aquestes forces van començar a renunciar a l'objectiu de socialitzar l'economia quan es va fer evident el fracàs de l'economia centralitzada als països comunistes, i la caiguda del Mur de Berlín va accelerar el procés pel qual els partits socialistes democràtics renunciaven al marxisme i acceptaven l'economia de lliure mercat.
Les principals característiques de centreesquerra en els països occidentals (principalment a Europa) són les següents:
- Defensa de l'economia mixta com a model econòmic viable, coincidint ideològicament amb el centredreta.
- Reducció dels impostos i rebuig a retallades fiscals molt grans.
- Major despesa pública de la que està disposat a permetre el centredreta, especialment en programes socials, tot i que molts economistes de centreesquerra s'oposen a caure en excessos en la matèria. Menor que la defensada per l'esquerra.
- Procurar no caure en dèficit fiscal.
- Extensió dels programes socials amb visió paternalista.
- Regulació estricta dels mercats, per evitar abusos de l'empresa privada i defensar el consumidor.
- Legislació laboral més rígida i proteccionista.
- Lliure comerç internacional, encara que alguns sectors de centreesquerra posen moltes restriccions als acords de lliure comerç i s'inclinen per un cert proteccionisme moderat.